# Epizeuxis lilacina
Epizeuxis lilacina là một loài bướm đêm trong họ Noctuidae.